# Goga Czcheidze
Goga Czcheidze (gruz. გოგა ჩხეიძე; ur. 11 lutego 1996) – gruziński sztangista, medalista mistrzostw Europy, uczestnik mistrzostw świata oraz igrzysk olimpijskich (Tokio 2020).
Jego brat Irakli również jest sztangistą.

## Przebieg kariery
W 2016 roku wywalczył brązowy medal mistrzostw Europy juniorów, rok później zaś zdobył srebrny medal mistrzostw Europy seniorów. W latach 2018–2019 zdobył dwa medale młodzieżowych mistrzostw Europy. Brał udział w igrzyskach olimpijskich w Tokio, gdzie zajął 8. pozycję z rezultatem 302 kg w dwuboju.

## Osiągnięcia
| Rok  | Zawody                         | Miasto    | Miejsce | Kategoria | Wynik  | Źródło |
| ---- | ------------------------------ | --------- | ------- | --------- | ------ | ------ |
| 2015 | Mistrzostwa Europy juniorów    | Kłajpeda  | 6.      | do 69 kg  | 286 kg | [ 3 ]  |
| 2016 | Mistrzostwa świata juniorów    | Tbilisi   | 6.      | do 69 kg  | 299 kg | [ 3 ]  |
| 2016 | Mistrzostwa Europy juniorów    | Ejlat     | 3.      | do 69 kg  | 304 kg | [ 3 ]  |
| 2017 | Mistrzostwa Europy             | Durrës    | 2.      | do 69 kg  | 308 kg | [ 4 ]  |
| 2018 | Mistrzostwa Europy             | Bukareszt | 4.      | do 69 kg  | 309 kg | [ 3 ]  |
| 2018 | Młodzieżowe mistrzostwa Europy | Zamość    | 1.      | do 69 kg  | 313 kg | [ 5 ]  |
| 2018 | Mistrzostwa świata             | Aszchabad | 7.      | do 67 kg  | 311 kg | [ 3 ]  |
| 2019 | Mistrzostwa Europy             | Batumi    | 3.      | do 67 kg  | 308 kg | [ 3 ]  |
| 2019 | Mistrzostwa świata             | Pattaya   | 15.     | do 67 kg  | 307 kg | [ 3 ]  |
| 2019 | Młodzieżowe mistrzostwa Europy | Bukareszt | 3.      | do 67 kg  | 301 kg | [ 3 ]  |
| 2021 | Mistrzostwa Europy             | Moskwa    | 5.      | do 67 kg  | 310 kg | [ 3 ]  |
| 2021 | Letnie igrzyska olimpijskie    | Tokio     | 8.      | do 67 kg  | 302 kg | [ 3 ]  |
| 2022 | Mistrzostwa Europy             | Tirana    | 4.      | do 67 kg  | 296 kg | [ 3 ]  |